# روز اورشلیم
یوم یروشالاییم (به عبری: יום ירושלים) (به معنای: روز اورشلیم) نام یک جشن ملی و از اعیاد مذهبی یهودیان و تعطیل رسمی در کشور اسرائیل است.
یوم یروشلاییم، به روز یک‌پارچه‌شدن شهر اورشلیم گفته می‌شود. یوم یروشالاییم، مطابق است با روز ۲۸ ایار در تقویم عبری.

## تاریخچه
پس از صدور منشور استقلال اسرائیل در تاریخ ۱۴ مه ۱۹۴۸ میلادی و حمله اعراب در روز پس از صدور منشور که به جنگ ۱۹۴۸ یا «جنگ استقلال» مشهور شد، بخش غربی شهر اورشلیم به تصرف اسرائیل و قسمت شرقی به تصرف اردن که ادعای مالکیت بر سرزمین اسرائیل را داشت، درآمد. اما نهایتاً در پی جنگ شش روزه میان اعراب و اسرائیل و پیروزی اسرائیل در ژوئن ۱۹۶۷ میلادی، بخش شرقی نیز به بخش غربی اورشلیم ضمیمه شد که در اسرائیل به آن جشن یک‌پارچه‌شدن شهر اورشلیم گفته می‌شود.
- تصویری از جشن سال ۲۰۰۷ میلادی یوم یروشالاییم در شهر اورشلیم.